# Canal AD
Canal AD fue el primer canal de televisión en alta definición de España en emitir por satélite. Estaba dotado con el último equipamiento MPEG-4 para optimizar su difusión y proporcionar la máxima calidad tanto en audio como en video.

## Historia
El Canal AD nació el 8 de diciembre de 2006 como fruto de los trabajos de investigación desarrollados por un programa de investigación e innovación tecnológica, denominado ADI, apoyados por el Ministerio de Industria. Fue propiedad de Telefónica Servicios Audiovisuales (TSA) y contó con la participación de RTVE, Sogecable, Hispasat, Astra, HyC, Fresh, Televés y la Universidad Politécnica de Madrid.
Pudo recibirse en España con antenas parabólicas de diámetro pequeño, un decodificador digital de alta definición DVB-HD MPEG4/AVC además de un televisor HD Ready o Full HD. Contó en su programación con cine, series, música, documentales y producción propia.
En el futuro, el Canal AD estaría a disposición de todas las plataformas de televisión, tanto DTH como IPTV y por cable, que Telefónica estaba desarrollando en América y Europa.
Por motivos desconocidos, el Canal AD cesó sus emisiones en Hispasat 30ºW el 17 de noviembre de 2007, 11 meses después de su lanzamiento.